# Lee McConnell

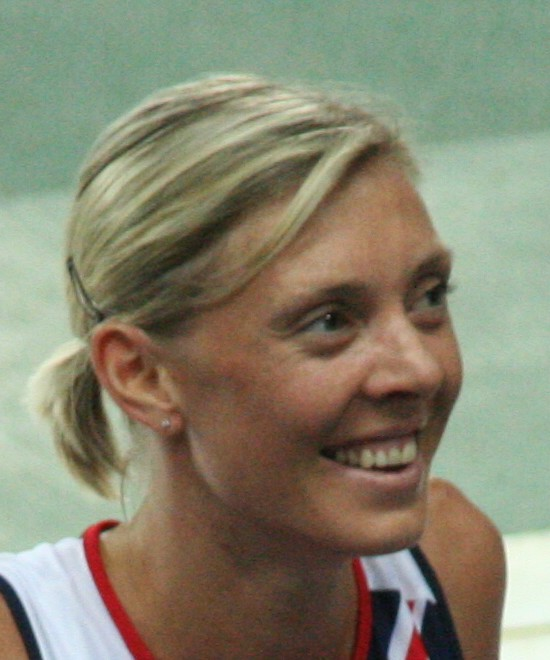
Lee McConnell bei den Weltmeisterschaften 2007

Lee McConnell (* 9. Oktober 1978 in Glasgow) ist eine ehemalige britische Leichtathletin, die sowohl im 400-Meter-Lauf wie auch im 400-Meter-Hürdenlauf erfolgreich ist.
Sie begann ihre Karriere als Hochspringerin, wechselte aber endgültig zur 400-Meter-Strecke, als sie in ihrer Disziplin bei der Universiade 1999 den 14. Platz belegte, dafür aber in der 4-mal-400-Meter-Staffel Bronze gewann. Bei der Universiade 2001 wurde sie Sechste über 400 Meter, mit der Staffel gewann sie Silber. Bei den Weltmeisterschaften 2001 in Edmonton wurde sie in 3:26,94 min Fünfte mit der britischen Stafette.
2002 verbesserte sie ihren persönlichen Rekord über 400 Meter mehrfach. Bei den Commonwealth Games in Manchester gewann sie in 51,68 s Silber über 400 Meter hinter Aliann Pompey aus Guyana und belegte mit der schottischen Stafette den vierten Platz. Bei den Europameisterschaften in München gewann sie Bronze in 51,02 s hinter Olesja Sykina und Grit Breuer und wurde mit der britischen Stafette Vierte.
Bei den Weltmeisterschaften 2003 in Paris/Saint-Denis wurde McConnell im 400-Meter-Lauf Siebte in 51,07 s und kam in der Staffel auf den sechsten Platz. Bei den Olympischen Spielen 2004 in Athen schied sie über 400 Meter im Halbfinale aus. Die britische Stafette mit Donna Fraser, Catherine Murphy, Christine Ohuruogu und McConnell lief in 3:25,22 min auf den vierten Platz.
In Madrid gewann die britische Stafette bei den Halleneuropameisterschaften 2005 in der Besetzung Melanie Purkiss, Fraser, Murphy und McConnell in 3:29,81 min Bronze hinter Russland (das mit 3:28,00 min einen Hallenweltrekord aufstellte) und Polen. Bei den Weltmeisterschaften 2005 in Helsinki schied McConnell über 400 Meter erneut im Halbfinale aus. Die britische Stafette in der Besetzung McConnell, Fraser, Nicola Sanders und Ohuruogu lief 3:24,44 min und gewann Bronze hinter Russland und Jamaika, mit fünf Hundertstelsekunden Vorsprung auf die Polinnen.
Bei den Commonwealth Games 2006 in Melbourne trat McConnell im 400-Meter-Hürdenlauf an. Hinter der unangefochten siegenden Jana Pittman kämpften drei Läuferinnen um die anderen zwei Medaillen. Silber gewann Tasha Danvers-Smith (ENG) in 55,17 s vor McConnell in 55,25 s und Nicola Sanders (ENG) in 55,32 s. Bei den Europameisterschaften 2006 in Göteborg scheiterte McConnell im Halbfinale des 400-Meter-Hürdenlaufs und wurde mit der britischen Stafette Vierte.
Bei den Halleneuropameisterschaften 2007 in Birmingham gewann die britische Stafette in der Besetzung Emma Duck, Sanders, Kim Wall und McConnell in 3:28,69 min Bronze hinter Weißrussland und Russland. Im 400-Meter-Lauf bei den Weltmeisterschaften 2007 in Osaka schied McConnell im 400-Meter-Halbfinale aus, während ihre Landsfrauen Ohuruogu und Sanders Gold und Silber gewannen. In der Staffel stellte die Besetzung Ohuruogu, Marilyn Okoro, McConnell und Sanders mit 3:20,04 min einen Landesrekord auf und gewann Bronze.
2008 wechselte McConnell fest auf die 400-Meter-Flachstrecke. Sie nahm an den Olympischen Spielen in Peking teil, schied jedoch im Halbfinale aus. Bei den Weltmeisterschaften 2009 wurde sie mit der Staffel Vierte. Den gleichen Platz erlief die britische Staffel bei den Hallenweltmeisterschaften 2010. Im Freien jedoch konnten die Britinnen bei den Europameisterschaften in Barcelona die Bronzemedaille gewinnen.
Bei den Halleneuropameisterschaften 2011 gewann McConnell mit der Staffel die Silbermedaille. Bei den Weltmeisterschaften in Daegu erreichte sie im Einzellauf das Halbfinale und wurde mit der Staffel Vierte. 2012 wurde sie  bei den Europameisterschaften in Helsinki Fünfte im 400-Meter-Lauf und Vierte in der 4-mal-400-Meter-Staffel. Bei den Olympischen Spielen in London erreichte sie das Halbfinale und im Staffelwettbewerb wurden die Britinnen Fünfte.
Lee McConnell ist 1,78 m groß und wiegt 64 kg. Sie schloss 2000 ein Studium der Sportwissenschaft an der Loughborough University ab.

## Bestleistungen
- 200 m: 23,16 s, 31. Mai 2008, Genf
- 400 m: 50,82 s, 20. September 2002, Madrid
- 400 m Hürden: 55,25 s, 23. März 2006, Melbourne
- Hochsprung: 1,88 m, 19. August 2000, Bedford